# Gestion du cycle de vie (produit)
 (septembre 2015).
Si vous disposez d'ouvrages ou d'articles de référence ou si vous connaissez des sites web de qualité traitant du thème abordé ici, merci de compléter l'article en donnant les références utiles à sa vérifiabilité et en les liant à la section « Notes et références ».
Pour les articles homonymes, voir PLM.

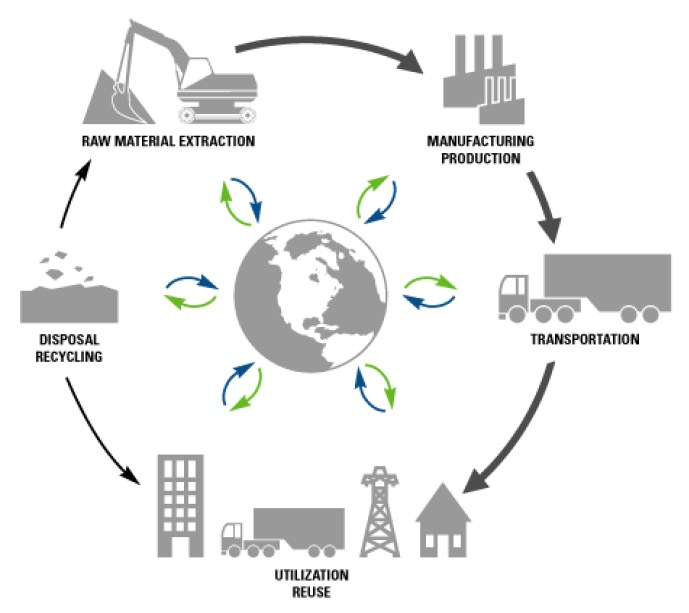
Schéma du cycle de vie d'un produit.

La gestion du cycle de vie du produit, ou GCVP (en anglais product lifecycle management, ou PLM), est un ensemble de concepts, de méthodes et d'outils logiciels permettant de créer et d'entretenir les produits industriels tout au long de leur cycle de vie, depuis l'établissement du cahier des charges et des services associés jusqu'à la fin de vie, en passant par le maintien en condition opérationnelle.

## Description
La GCVP englobant aussi bien des méthodes que des outils adaptés à ces dernières, il est plus aisé de définir en premier lieu ce sur quoi elle agit. Selon le type de produit, les différentes étapes de son cycle de vie peuvent être :
- le cahier des charges du produit et/ou des services associés ;
- le mode de fabrication et le mode de marketing associé ;
- le mode de distribution de la fabrication ;
- le mode de stockage intermédiaire éventuel ;
- le mode de distribution (vitesse et coûts étant deux éléments importants) ;
- le service apporté au client final par rapport à ses attentes ;
- les évolutions éventuelles du produit (mise à jour, amélioration…) ;
- la fin de vie du produit et son éventuel remplacement.

## Historique
Les premières apparitions du terme product lifecycle management dans la littérature scientifique remontent à la fin des années 1990 lorsque le rôle des logiciels de product data management (PDM) change et où des méthodes commencent à conditionner l'utilisation et la conception de ces derniers. Par la numérisation de l'industrie et la résolution progressive des problèmes d'interopérabilité (qui subsistent cependant toujours), les connexions entre les différents outils numériques et numérisés sont facilités. Cela permet une continuité informationnelle dans les entreprises étendues industrielles et un échange d'informations tout au long de la production avec les acteurs autour des entreprises, comme les distributeurs, les fournisseurs,... 
Ainsi, les méthodes utilisées dans la GCVP existaient avant la numérisation, mais ont été modifiés afin de mieux être intégrées à un support numérique pour garder une continuité. Les logiciels de PDM ont évolué en logiciels de GCVP avec des fonctionnalités supplémentaires afin d'étendre la continuité numérique. D'autres termes connexes comme le jumeau numérique ou le Product-as-a-Service sont apparus grâce aux avancées méthodiques et numériques dues à la GCVP.

## Principes et segmentations
Concevoir un nouveau produit nécessite à la fois :
- de faire remonter et d'exploiter les données marketing ;
- de faire remonter et d'exploiter les données du service après vente ;
- de connaître les initiatives des concurrents ;
- d'avoir la connaissance des possibilités de la technologie ;
- de s'appuyer sur la mémoire de l'entreprise.

Les principaux bénéfices de la GCVP sont :
- la réduction du délai de mise sur le marché (time to market en anglais) ;
- l'amélioration de la qualité du produit ;
- la réduction des coûts de prototypes ;
- la réduction des déchets.

Le jargon du domaine étant très influencé par le marché des progiciels, il vaut mieux traduire product lifecycle management plus précisément par gestion du référentiel produits. En effet, ce référentiel est utilisé et modifié pendant les phases de définition produit, mais aussi de fabrication et de soutien logistique. Il peut gérer les produits effectivement livrés et en opération, par numéro de série et en intégrant les données d'exploitation et de maintenance.
Ce référentiel contient les exigences produit (venant du client ou du marketing), l'architecture système si nécessaire, les spécifications techniques, les solutions techniques, et toutes les informations nécessaires à la fabrication et au maintien en condition opérationnelle du produit. Il est construit à partir de tous les environnements auteurs nécessaires à la réalisation du produit : gestion des exigences, conception système, mécanique, électronique, logiciel, simulation, etc.
Les processus de la GCVP sont traditionnellement segmentés par la couverture progressive par les progiciels qui arrivent sur le marché :
- la conception assistée par ordinateur (CAO, CAD pour computer aided design en anglais),
- la gestion de la maquette numérique (DMU pour digital mock-up en anglais), au moyen de modèles 3D créés et modifiés par des systèmes de CAO internes ou externes à l'entreprise,
- la simulation numérique ou ingénierie assistée par ordinateur (IAO, CAE pour computer aided engineering en anglais),
- la Gestion électronique des données et documents techniques (GEDT),
- la gestion de configuration (configuration management en anglais),
- la gestion des modifications (change management en anglais),
- le gestion des connaissances métier (KM pour knowledge management en anglais),
- la gestion des projets (pour le développement) (project management en anglais).

Le terme de GCVP (PLM) pour désigner la gestion de la définition des produits met l'accent sur le fait que cette définition évolue sous l'influence de modifications tout au long de la « vie » des produits, c'est-à-dire depuis leur conception initiale jusqu'à leur mise à la retraite (démantèlement, recyclage…). Il a été popularisé par les vendeurs de systèmes d'information dans leur surenchère pour proposer des solutions qui, selon eux, soutiennent de façon plus ou moins complète les processus d'entreprise de ce domaine.
En français, on a pu désigner celui-ci (ainsi que les systèmes proposés au marché) par les termes suivants : 
- gestion des plans,
- gestion de la nomenclature,
- système de gestion des données techniques (GDT ou SGDT),
- et sous l'influence de l'informatique outre-Atlantique, PDM pour product data manager (ou management),
- et même VPDM, pour virtual product data management.

## Définition des produits
La définition des produits correspond à l'ensemble des spécifications d'un produit élaborées par les équipes de développement de l'entreprise et sert de référence vis-à-vis de ses clients et du marché, ainsi que pour les équipes de production et de maintenance.
La caractéristique principale de cette définition est sa virtualité. Elle correspond en effet au produit tel qu'il devra être, puisqu'elle est construite au moment où celui-ci n'existe pas encore.
Cette définition contient généralement :
- la nomenclature du produit (bill of materials en anglais, d'où BOM), résultat de la décomposition de ce produit en composants centrés sur les métiers du développement : conception, études, industrialisation, besoins…
- des représentations de ce produit et de ses composants : documents, plans, modèles issus de la CAO et de la simulation numérique, maquette numérique, conservés dans une « armoire électronique » ou « coffre » (traduction littérale - du terme vault en anglais).

Elle est construite, validée et publiée par les équipes de développement selon des règles précises (dites workflows en anglais, c'est-à-dire « déroulement des opérations »).
Cette définition évolue au cours de la vie (lifecycle en anglais) du produit sous l'effet des modifications (changes en anglais) demandées par le client et par les autres départements de l'entreprise. L'historique des différentes versions de la nomenclature est également appelé « configuration ».
La GCVP, en tant que gestionnaire des processus de développement, fait partie des quatre piliers de l'entreprise numérique appliquant la stratégie informatique, les trois autres étant :
- la gestion de la relation client (en anglais : customer relationship management, CRM) pour le recueil des besoins client et l'analyse des tendances pour l'innovation continue ;
- la gestion de la chaîne logistique (en anglais : supply chain management, SCM) qui gère la chaine d'approvisionnement pour livrer le produit au client ;
- le progiciel de gestion intégré (en anglais : entreprise resource planning, ERP) pour la gestion de la production et de l'entreprise en général.

## Exemple de GCVP au travers d'une production aéronautique

### Du dessin industriel à la GCVP
Le concept de gestion du cycle de vie des produits a été mis au point pour résoudre le problème selon lequel « ceux qui n’ont pas fait le croquis le comprennent mal ». Le dessin industriel facilitait donc la compréhension d’un concept technique ou d’un produit en normalisant sa représentation. Cependant, à chaque nouvelle variante du produit, il fallait refaire tous les dessins.
Dans les années 1970, avec l’avènement de l’informatique, apparaissent des logiciels de conception en deux dimensions qui simplifient considérablement les tâches de mise à jour. Toutefois, ces logiciels ne permettent pas la représentation des formes complexes. Il faut passer en volume, en trois dimensions : c’est la naissance des logiciels de CAO tels que Euclid et CATIA au début des années 1980, ces logiciels permettent de modéliser des formes géométriques dans l’espace et, à partir de ce modèle numérique, de faciliter considérablement la programmation des machines d’usinage et des robots d’assemblage. Un lien direct entre la conception et la production est instauré, qui ne cesse de se renforcer.
Au début des années 1990 apparaissent les systèmes de maquettes numériques qui en s'associant aux logiciels de CAO, permettent de définir complètement l'avion en trois dimensions sur ordinateur. Fini le recours aux interminables essais empiriques sur maquettes physiques et prototypes. La maquette numérique devient le référentiel unique du produit dans l’entreprise. Elle offre une visualisation et donc une conception très précises. Elle garantit la pérennité des données désormais rassemblées en un seul « lieu » informatique et non plus réparties en de multiples liasses de dessins sur papier. Elle facilite également la gestion de la définition mise à jour régulièrement. Plus encore, la maquette numérique incorpore toute la complexité propre à un projet industriel. Ainsi, un avion d'affaires comporte plus de 20 000 pièces, 25 km de câbles et 200 000 fixations, pour ne citer que quelques chiffres.

### Utilisation optimale des outils informatiques
Les grands groupes aéronautiques s'appuient sur des logiciels de gestion du cycle de vie des produits qui donnent la possibilité de gérer des phases, auparavant distinctes chronologiquement, à travers une base de données unique : conception, industrialisation, fabrication, aménagements et vente, après-vente et entretien.
Ces logiciels autorisent la simulation de tous les processus de conception industrielle, depuis la définition globale initiale du produit jusqu’à son élaboration détaillée, avec l’analyse, l’assemblage et la maintenance. Ils sont accompagnés de logiciels tiers qui servent à gérer les données des produits et des systèmes, définies par tous les acteurs (sous-traitants, partenaires, fournisseurs et clients) ou encore à définir les gammes de fabrication, les opérations de maintenance, et simuler les processus de production. C'est un moyen de réduire les coûts de conception et les délais, à l’heure où les contraintes imposées sur le marché mondial sont de plus en plus aiguës.

### Développement moins coûteux et plus fiable
La maquette physique à taille réelle, qui a été, pendant des années, l’outil de travail commun au bureau d’études et à l’atelier de fabrication pour définir un nouvel avion, est définitivement remplacée par la maquette numérique dont les données sont partagées en permanence par tous les acteurs de l’entreprise. Les produits sont entièrement développés en maquette sur ordinateur et en trois dimensions. Il n’y a pas de maquette physique de l’appareil avant le premier assemblage. De plus, dès le début de la conception, le projet intègre totalement tout le cycle de vie du produit. C’est ainsi, par exemple, que de nombreuses opérations de montage et démontage d’équipements peuvent être simulées, sur écran, avec des mannequins virtuels. Il s’ensuit des coûts de développement réduits, mais également une efficacité et une fiabilité plus grande dans le développement du produit.

### Force de la réalité virtuelle
Compte tenu des performances de la simulation numérique, il n'est plus nécessaire d'avoir des maquettes physiques à taille réelle et des appareils de démonstration. Les choix de définition sont validés sur les premiers avions de série. Avant que ces premiers avions ne sortent de chaîne, les ingénieurs ont cependant toujours besoin de visualiser l’appareil en développement, de pouvoir « tourner autour » et de travailler « dessus ».
Avec les outils de CAO et GCVP (PLM), la maquette de l'avion est visible sous n'importe quel angle, à n'importe quelle distance, du plan large au zoom sur les pièces les plus élémentaires. Ces pièces sont de différentes couleurs suivant leur fonction : structure, carburants, hydraulique, électricité, conditionnement… Toutes les questions peuvent être posées : telle trappe de visite est-elle bien accessible, tel tuyau passe-t-il bien à tel endroit en respectant les « distances de sécurité » avec tels autres éléments, un pilote de telle taille sera-t-il confortablement installé dans telle configuration de cockpit ? Un mannequin numérique représentant un pilote ou un mécanicien se déplace selon le bon vouloir des ingénieurs pour que ceux-ci puissent définir le plus précisément possible les encombrements, les volumes pour le confort ou les facilités d’accès pour la maintenance. Les possibilités d'investigation sont infinies.
À titre d'exemple, les pièces primaires et l’assemblage physique du premier Falcon 7X, à Bordeaux-Mérignac, ont été réalisés sans le moindre ajustement ou rattrapage. Les délais d’assemblage et d’aménagement ont ainsi été considérablement réduits[réf. nécessaire].

### Révolution dans la conception des produits
Au-delà de l'aéronautique ou de l'automobile (pour ne citer qu'eux), la révolution industrielle et technologique engendrée par la GCVP (le PLM) touche de vastes champs de l'activité humaine. À l’avenir, tous les biens manufacturés seront définis, mis au point, simulés, produits et gérés numériquement, tout au long de leur cycle de vie. Mais, déjà :
- Les produits de réalité virtuelle et de simulation 3D sont utilisés dans des domaines variés tels que l'entraînement à des manœuvres complexes du personnel de centrales nucléaires, la simulation de l'impact d'un tremblement de terre sur un barrage, la reconstitution des pièces manquantes du dôme de l'église de Dresde, la mise en ligne sur Internet de manuels d'utilisation de machines à laver ou la création de nouveaux modèles par l’industrie textile ;
- Smoby, le fabricant de jouets du Jura, utilise des logiciels de GCVP (PLM) pour concevoir ses tracteurs et autres toboggans en plastique, mais aussi pour définir les spécifications des moules qui permettront de les usiner de façon optimale. Ces logiciels représentent un gros investissement, mais sont stratégiques parce qu'ils font gagner de l'argent et du temps. Avant 2000, le bureau d'études de Smoby réalisait des maquettes physiques, ce qui était long et coûteux. Avec les nouveaux outils informatiques, le processus de lancement de nouveaux produits est passé de douze à huit mois avec un objectif de six mois soit deux fois moins de temps ;
- le Walt Disney Concert Hall de Los Angeles et le musée Guggenheim de Bilbao, aux formes très complexes imaginées par l'architecte Frank Gehry, n'auraient jamais vu le jour sans l'aide, au niveau technique et créatif, des logiciels décrits précédemment[réf. souhaitée].

### Identification des étapes de PLC
Identifier l'étape d'un produit est un art plus qu'une science, mais il est possible de trouver des modèles dans certaines des caractéristiques générales du produit à chaque étape.
Il est très difficile d'identifier les étapes du produit lorsque le produit est en transition. Plus récemment, il a été démontré que les contenus générés par les utilisateurs (UGC) (par exemple, sous la forme de critiques de produits en ligne) ont le potentiel de révéler la personnalité de l'acheteur caractéristiques qui peuvent à leur tour être utilisées pour identifier l'étape du cycle de vie du produit.

## Normes de données
- ISO 10303 - STEP the Standard for the Exchange of Product model data
- ISO 14306:2012 - JT lastest standard and opened format for 3D collaboration.
- AP214 pour les standards automobiles

## Livres
- Denis Debaecker, PLM. La gestion collaborative du cycle de vie des produits : Product Life-Cycle Management, Hermes Science, 2004
- Thomas Zynda, Comprendre le PLM et travailler avec Teamcenter, lulu.com, 2012
- Denis Debaecker, Le PLM par l'expérience, Lavoisier, 2013